# Сисоје Синаит
Преподобни Сисоје Синаит је био један од монаха синаита из друге половине 14. века који су у српску државу дошли за време владавине кнеза Лазара.
Хиландарски игуман, савременик Романа Раваничког и његов ученик, Сисоје је био близак кнезу Лазару — по предању, био му је духовник.
Кнегиња Милица га помиње 1398. године у једној својој повељи. Живео је у једном селу код Раванице, па се верује да је село по њему добило назив Сисевац, а манастир Сисојевац.
Свети Сисоје је попут осталих Синаита био исихаст. Радило се о старој хришћанској молитвеној традицији, тада широко распрострањеној. Име потиче од грчке речи „хезикија”, а што значи „мир”. Припадници тог покрета су оптужени за јерес од стране монаха Варлаама Калабријског. На помесним саборима у Цариграду 1347. и 1351. оптужбе су одбачене и исихазам проглашен делом православне традиције. Исихасти су практиковали тиховање, али не пасивно, већ у молитви, имајући у виду да је по речима Светог Јована Лествичника, у тиховању неопходна обазривост, да не би дошло до прелести и гордости. По Светом Григорију Палами, утемељитељу исихазма, плод исихазма је виђење таворске светлости, коју су апостоли видели у спољашњости, при Преображењу Господњем, а након успостављања светих тајни, сви је носе у срцу. Због тога су сви манастири које су подигли Синаити (и онај у Сисевцу) били посвећени Светом Преображењу.
Управник београдског музеја В. Петковић је септембра 1931. године пронашао светитељеву гробницу. Налазила се у поду цркве, уз јужни зид, покривена необрађеном плочом без икаквог натписа. У зиду изнад било је уклесано место за паљење свећа. У гробници је нађен само један део моштију и то кости цеванице. Остали делови тела, заједно са лобањом су нађени на другом месту. Били су закопани у истом црквеном пољу, али са десне стране и то без икаквих конструкција.
У манастирској цркви посвећеној Преображењу налази се фреска на којој је приказан преподобни Сисоје као ктитор, са макетом цркве у десној руци. У манастиру је и његов гроб. Име му се помиње 1509. године када су монаси из тог манастира тражили милостињу по Русији.
Његов манастир запустео је у 16. веку. Монаси манастира Раванице покушали су да га обнове у другој половини 19. века, али без успеха.

## Извори[1]
1. ↑  „О светом Сисоју Синаиту - манастир Сисојевац” Проверите вредност параметра |url= (помоћ).[мртва веза]